# Przydrożne Skały
Przydrożne Skały – grupa 3 skał w wylocie Doliny Kobylańskiej na Wyżynie Ojcowskiej w miejscowości Kobylany, w gminie Zabierzów, powiecie krakowskim, województwie małopolskim. Znajdują się w orograficznie lewych zboczach doliny, naprzeciwko wiaty i tuż przy asfaltowej drodze dochodzącej do wylotu doliny.
Na skałach tych można uprawiać wspinaczkę. Wspinacze skalni zaliczają je wraz z Ponad Gnój Turnią do Grupy Przydrożnych Skał. Są to:
- Przydrożna Skała 1. Wysokość 10–12 m, ściany połogie, pionowe lub przewieszone o wystawie zachodniej i południowo-zachodniej. 10 dróg wspinaczkowych o trudności V – VI.3+ w skali Kurtyki[2].
- Przydrożna Skała 2. Wysokość 5–10 m, ściany połogie, pionowe lub przewieszone o wystawie południowej i południowo-zachodniej. 4 drogi wspinaczkowych o trudności IV – VI.4+[2].
- Przydrożna Skała 3. Wysokość 5–6 m, ściany połogie, pionowe lub przewieszone o wystawie południowo-zachodniej. 4 drogi wspinaczkowych o trudności IV – VI.4+[2].

Wszystkie skały mają dobrą asekurację.

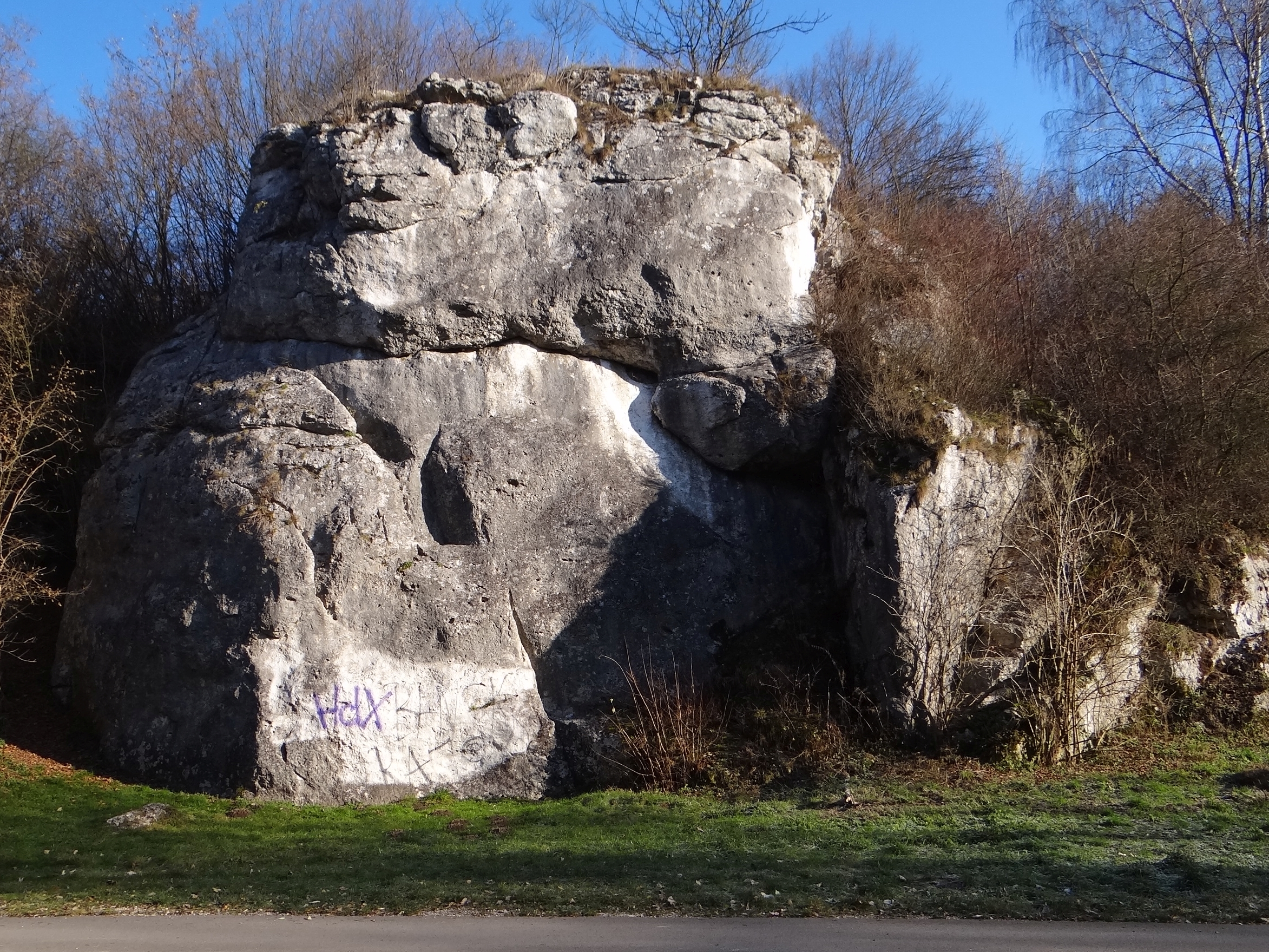
Skała I
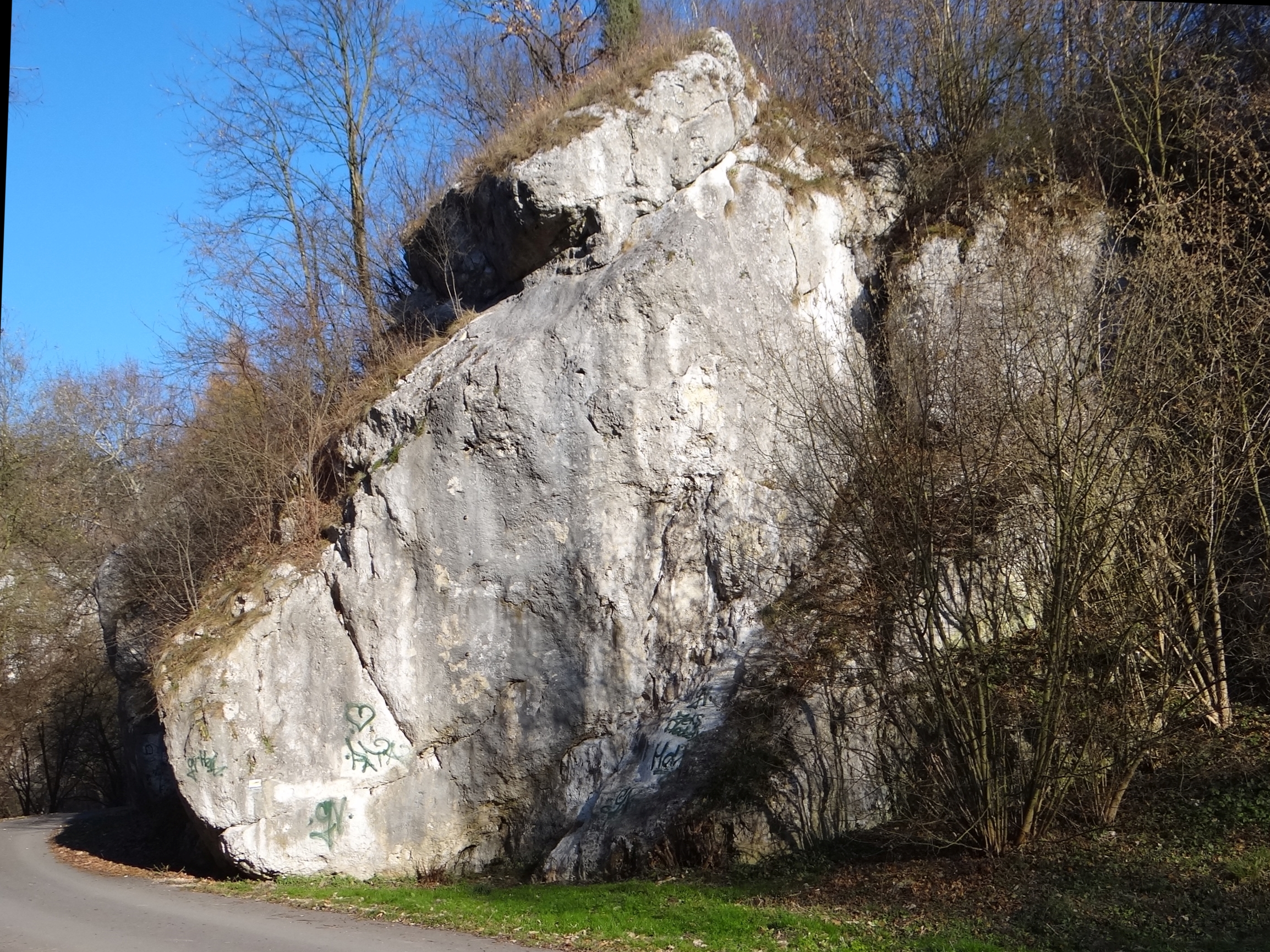
Skała II
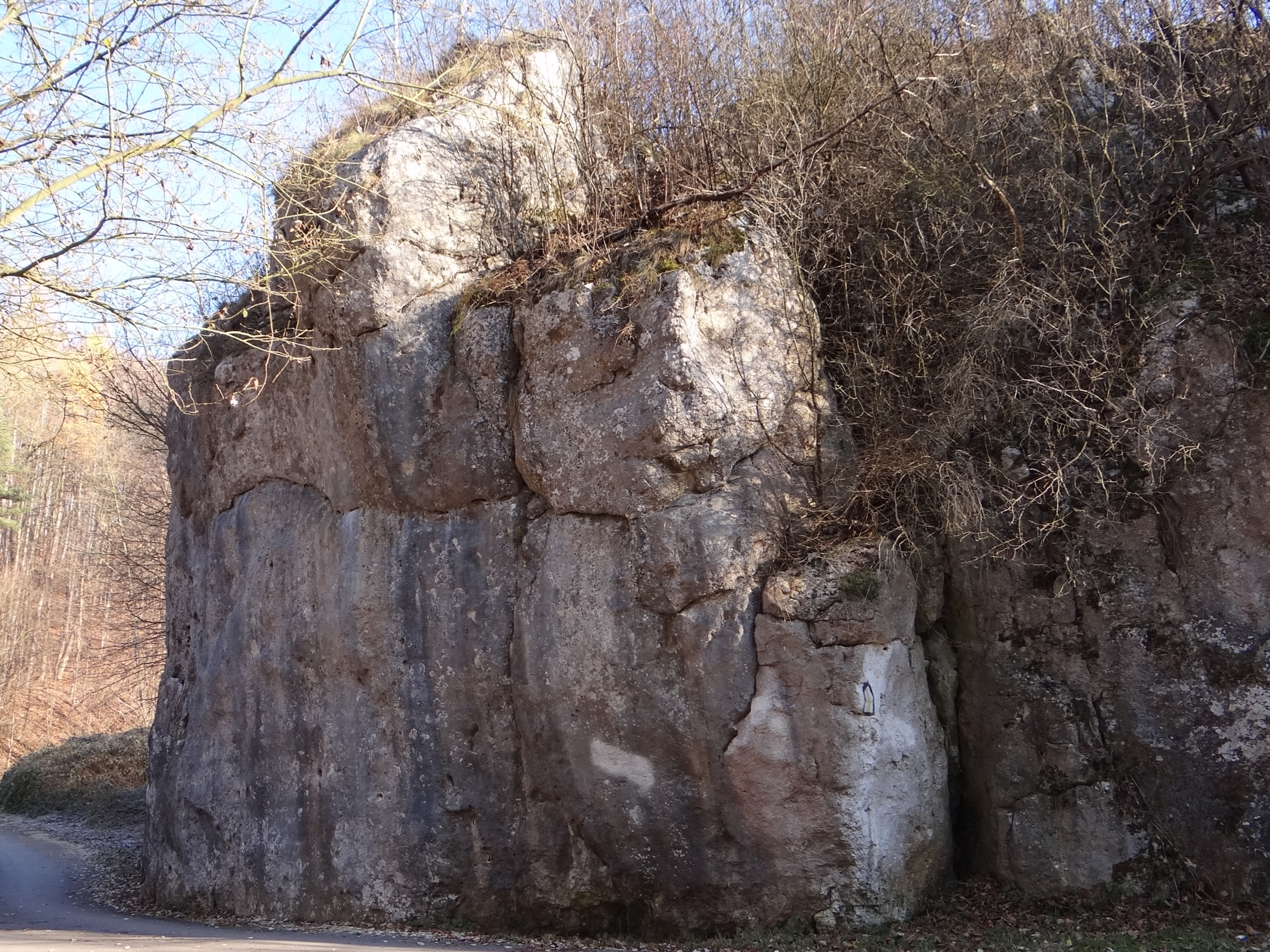
Skała III
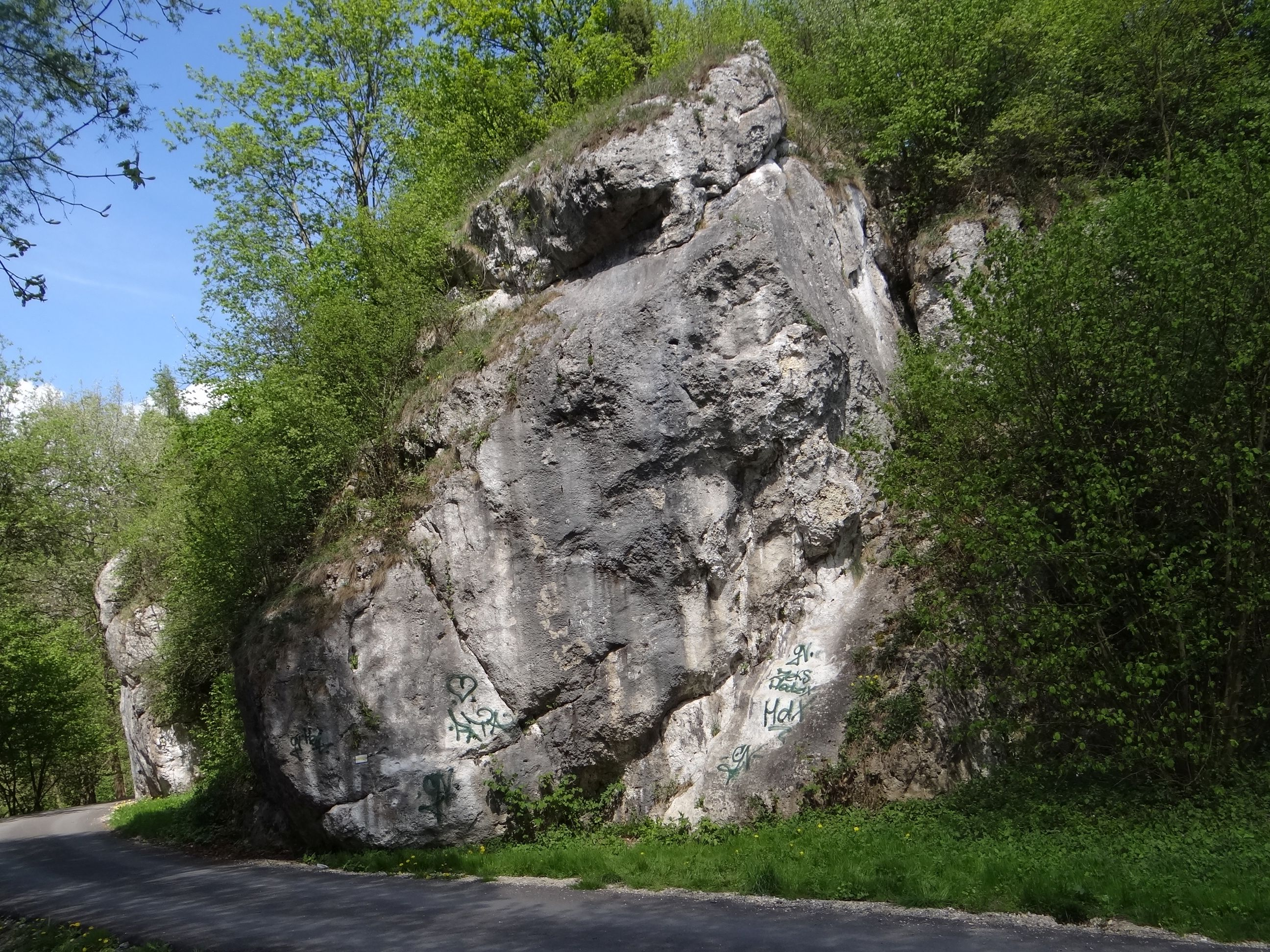
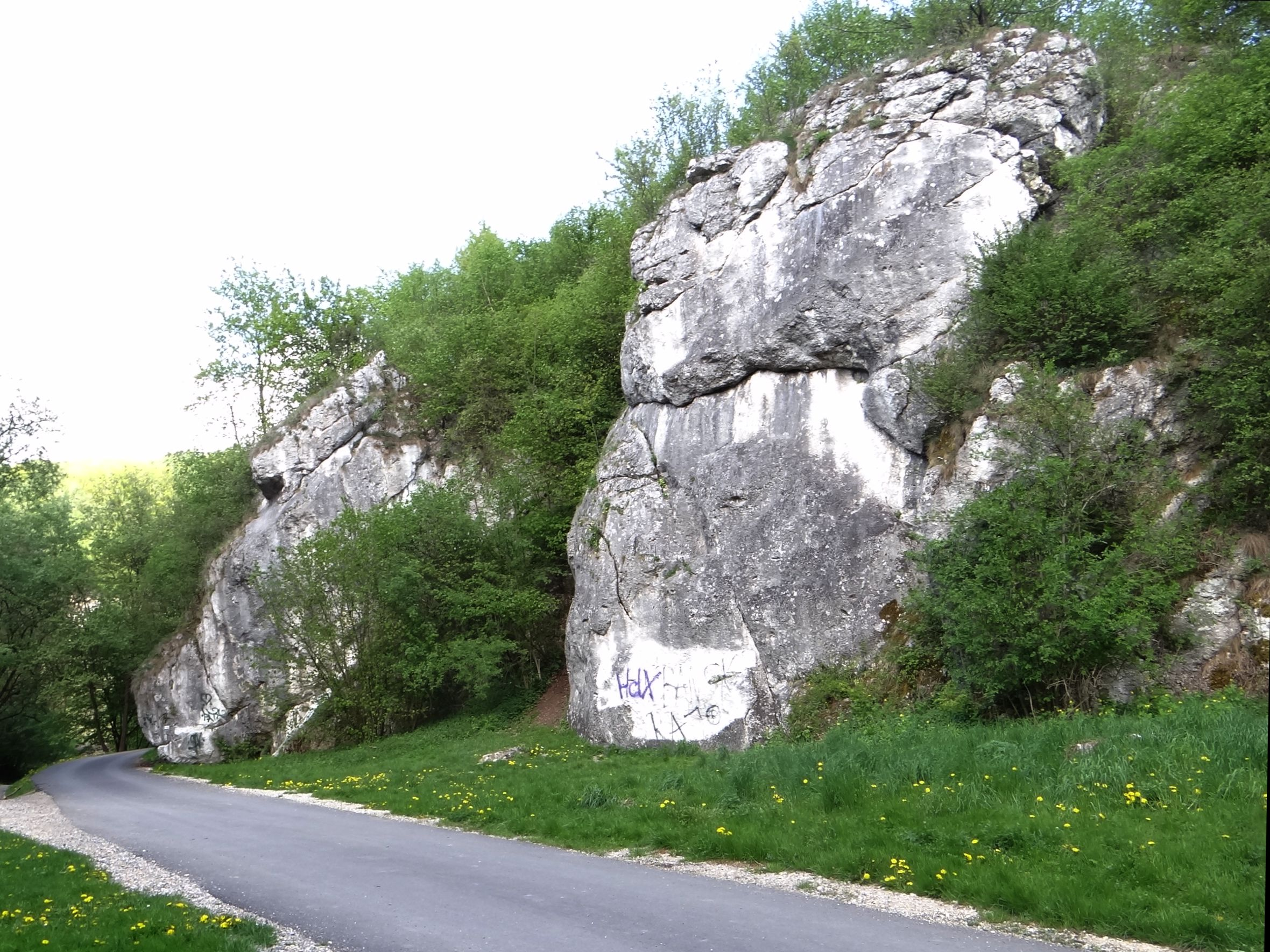
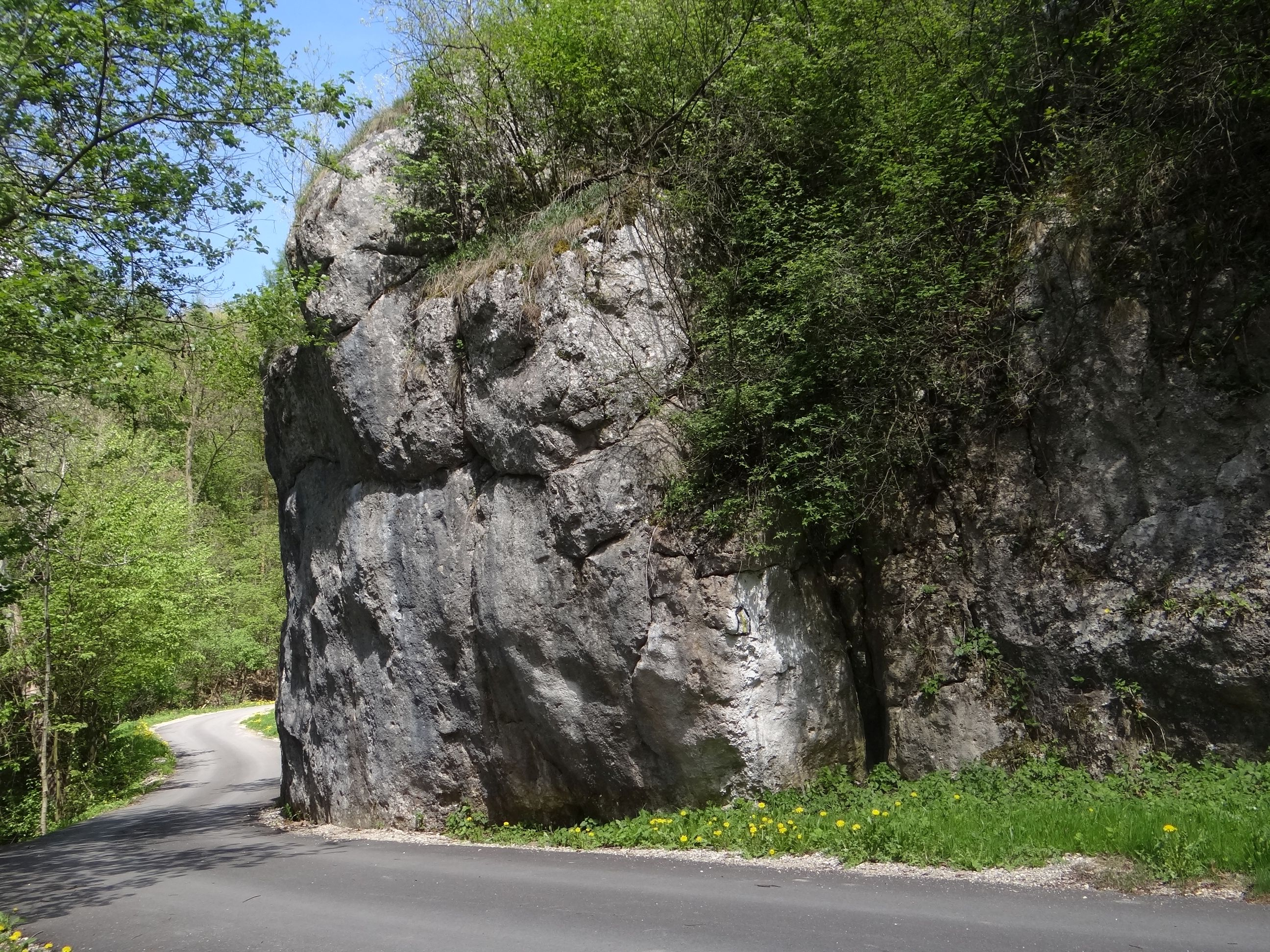

Oprócz tych opisanych przez wspinaczy skał, nieco poniżej, w lewych zboczach Doliny Kobylańskiej znajduje się jeszcze jedna bezimienna i niewielka skała, która wraz ze znajdującą się naprzeciwko niej Ponad Gnój Turnią tworzy obramowanie wylotu Doliny Kobylańskiej.
U południowo-wschodnich podnóży Przydrożnej Skały nr 1 znajduje się Schronisko Puste.

## Drogi wspinaczkowe
Skała Przydrożna 1;
1. Cudowna rysa; V, 10 m
2. Droga Entów; V, 4r + st, 11 m
3. Droga Elfów; VI.1, 4r + st, 11 m
4. Droga hobbitów; VI, 5r + st, 12 m
5. Droga krasnoludów; VI, 5r + st, 12 m
6. Droga ludzi; VI, 4r + st, 12 m
7. Depresja Koguta; V, 6r + st, 15 m
8. Jaja kobyły; VI.3+, 5r + st, 12 m
9. Autostopowicz; VI.4+, 7r + st, 12 m
10. Trawers instruktorów; 8r + st, 15 m
11. Miśkówka; VI.1+, 6r + st, 12 m
12. Albański Raj; VI+, 5r + st, 12 m

Skała Przydrożna 2
1. Rysia Patrysia; VI, 3r + st, 10 m
2. Sushi lovers; VI.4+, 3r + st, 10 m
3. Miłę kocię; VI.1, 4r + st, 11 m
4. Rysia Misia Rysia; VI+, 4r + st, 11 m

Skała Przydrożna 3
1. PanTerra; VI+, 3r + st, 6 m
2. Przylepówka; VI, 2r + st, 6 m
3. Homoniewiadomo; VI.2, 2r + st, 6 m
4. Homo faber; VI.4/4+, 2r + st, 6 m[2].